# Uwe Arkuszewski
Uwe Arkuszewski (* 1. Februar 1962 in Rendsburg; † 11. November 2004 in Henstedt-Ulzburg) war ein deutscher Radiomoderator, Sänger und Entertainer.

## Leben
Der Vater von Uwe Arkuszewski war im Vertrieb des Musikkonzerns Polygram tätig. Über ihn hatte er schon früh Kontakt zu Musik. Im Alter von 14 Jahren wurde er DJ. Nachdem er als 18-Jähriger selbst zu singen begonnen hatte, nahm er an zahlreichen Wettbewerben als Gesangsinterpret teil.
Mit 24 Jahren begann Uwe Arkuszewskis Karriere beim Radio als Moderator von Radio Schleswig-Holstein (R.SH), wo er unter anderem die Sendungen „RSH dreht auf“ und „RSH Grand Prix“, sowie die Hitparade moderierte, er verlas aber auch Nachrichten, das „Nordwetter“ und den Verkehrsfunk.
Unter dem Namen T.Ark veröffentlichte Arkuszewski ab 1987 einige Singles. Mit dem Dance-Song How old are you war er 17 Wochen in der Hörerhitparade RSH-Nordparade vertreten.
1991 hatte er mit da music eine neue Schallplattenfirma, mit der er den von Dieter Bohlen komponierten Titel Carry Me veröffentlichte.
1993 wechselte Arkuszewski als Musikchef und stellvertretender Programmdirektor zu Delta Radio – anfangs noch Alpha Radio – und half beim Aufbau des Senders. Er moderierte dort den „Delta-Akku“.

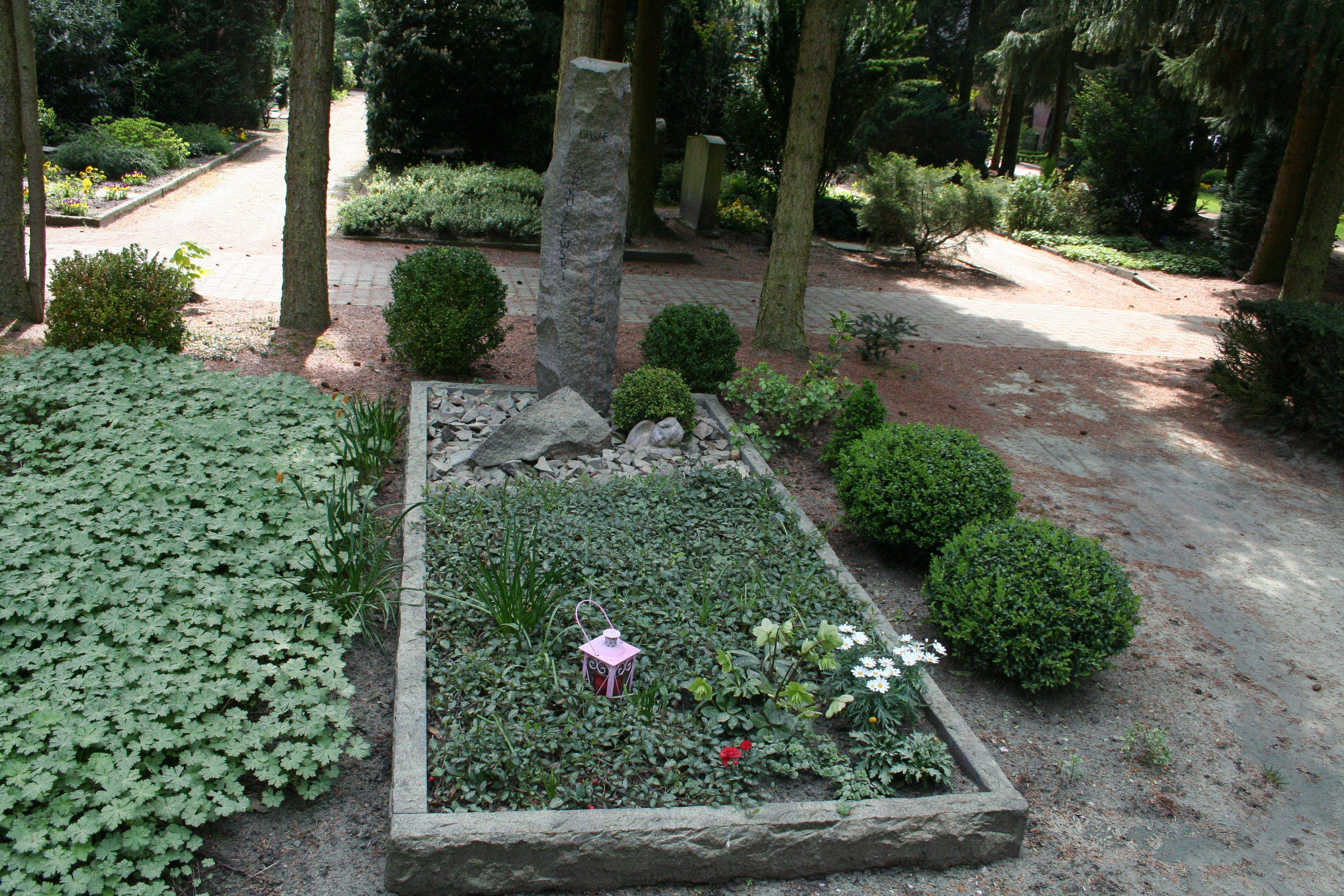
Grab von Uwe Arkuszewski

1995 folgte der Wechsel zum „NordOstseeRadio“, das später in Radio Nora umbenannt wurde. Arkuszewski moderierte sechs Sendungen pro Woche, darunter die Hitparade, trainierte Moderatoren und war sowohl Station-Voice als auch Produzent.
Im August 1996 kam das Album Rendezvous unter seinem richtigen Namen heraus. Es enthielt neben eigenen Titeln auch Coverversionen bekannter Schlager. Zum Wechsel von Italo Disco bzw. Hi-NRG – zum Schlagersänger sagte er: „Ich bin älter geworden und reifer. Zudem war ich schon immer mit dem Schlager eng verbunden, fühlte mich dort irgendwie zu Hause.“ Im Juli 1997 erschien die autobiographische CD Ich bin frei, die von Helmut Jopek geschrieben und von Peter Sebastian produziert  wurde, es existiert auch eine spätere Coverversion von Chico. 
Ab 1999 moderierte Arkuszewski bei der NDR 1 Welle Nord. Er stand auch für Außenveranstaltungen wie der Kieler Woche auf der Bühne. Arkuszewski war 4 Jahre lang mit dem Duo Sunshine auf Bädertour, Höhepunkt war ein gemeinsamer Auftritt in der Nacht des Deutschen Schlagers in Bad Segeberg vor 12.000 Menschen.
Arkuszewski verstarb am 11. November 2004 im Alter von 42 Jahren an plötzlichem Herzversagen und wurde beigesetzt auf dem Ev. Friedhof Garstedt in Norderstedt bei Hamburg.

## Diskografie

### T.Ark
- 1987: Count On Me (ZYX-Music)
- 1987: Undercover Lover (ZYX-Music)
- 1988: Happy Radio (ZYX-Music, Original von Edwin Starr von 1979)
- 1989: How Old Are You (KBC Records, Original von Miko Mission von 1984)
- 1989: Move It (KBC Records, Instrumental)
- 1991: Carry me (DA music)
- 1991: Peace, Grace And A Serious Bass (DA music)
- Sexy Thing (F)

### Uwe Arkus(zewski)
- 1996: Rendezvous (Noble Records)
- 1997: Ich bin frei (toi, toi, toi Records)
- 2000: Stille Nacht im Norden (NDR, zusammen mit Claudia Christina)
- 2001: Stille Nacht im Norden 2 (NDR, zusammen mit Claudia Christina)
- 2001: Es soll für immer sein (Rubin Records)
- 2002: Wenn dein Herz die Tränen besiegt (Rubin Records)
- 2004: Halt für mich die Zeit noch einmal an (teilweise unter Mitwirkung von Mary Roos)
- 2004: Die CD zur Tournee 2004 (ark music)